# Papageienbuntbarsch

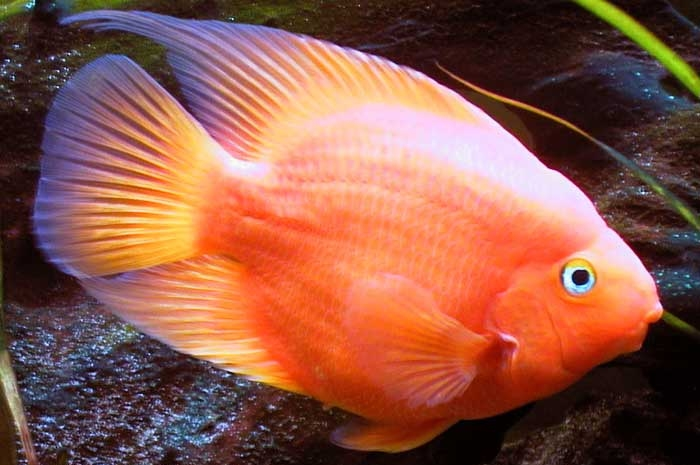
Männlicher Papageienbuntbarsch

Der Papageienbuntbarsch, Red Parrot (Bloodparrot, Bloody Parrot), Parrot cichlide, manchmal auch Papageienbarsch genannt, ist ein rundlicher, hochrückiger deformierter Fisch mit einem eigenartig, fast schnabelartig geformten Maul und einem oft deutlich vom Rumpf unterscheidbaren Kopf mit großen Augen. Nach Auffassung von Fachleuten im Sinne von § 11b Tierschutzgesetz wird er als Qualzucht eingestuft.

## Beschreibung

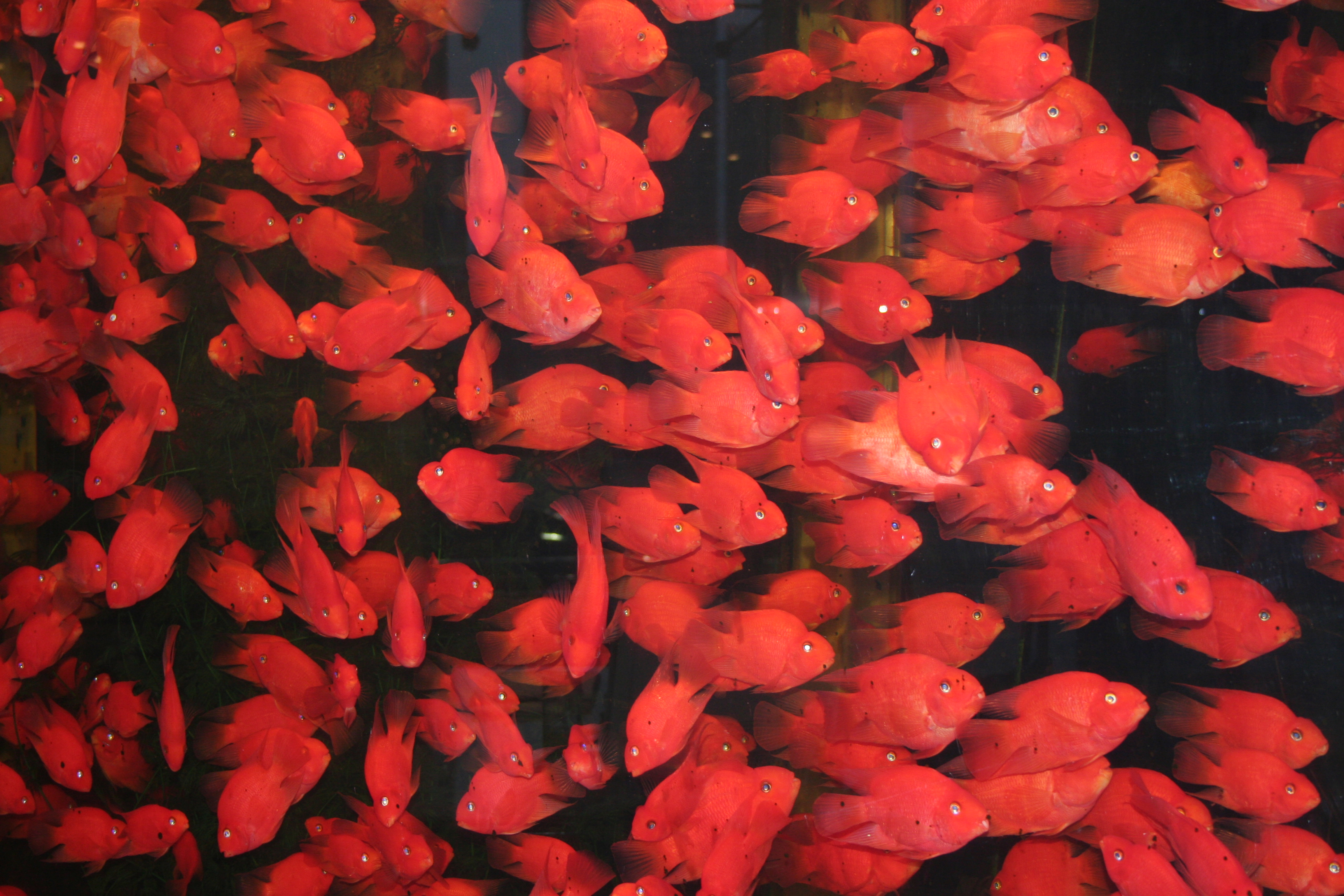
Papageienbuntbarsche im Aquarium

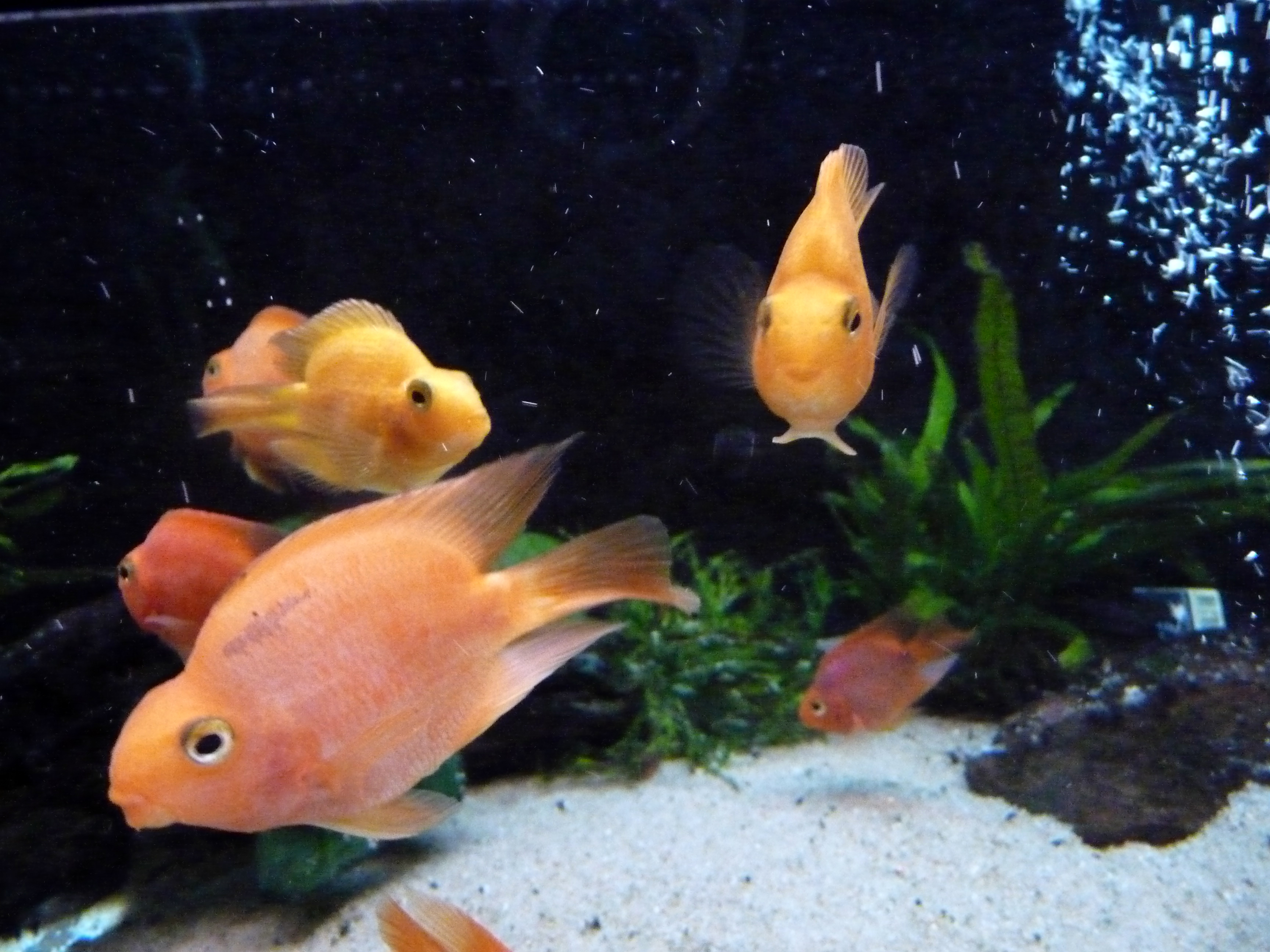
Papageienbuntbarsche

Mit dem Papagei(en)buntbarsch – Hoplarchus psittacus – hat der Papageienbuntbarsch nicht das Geringste zu tun. Auch mit den Papageifischen der Familie Scaridae ist er nicht verwandt. Das kleine, fast schnabelartige anmutende Maul des Fisches, das dieser in den meisten Fällen nicht mehr richtig schließen kann stand Pate bei der Namensgebung.

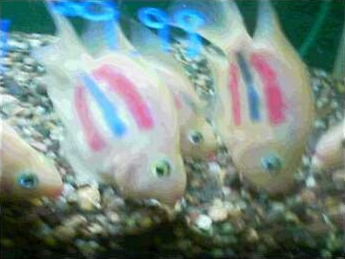
Gefärbte Papageienbuntbarsche

Mittlerweile sind Papageienbuntbarsche nicht nur in kräftiger oranger Farbe, sondern in allen möglichen Farbvarianten im Handel erhältlich. Die Farbe wird den Fischen injiziert oder durch andere Methoden, zum Beispiel Hormonbehandlung verändert. Schon seit den 1980ern wurde so gefärbten Fischen mit Nadeln Acrylfarben in die Leibeshöhlen injiziert. Mit der Zeit verblasst die Farbe im Aquarium wieder. Diese Vorgehensweise ist aus Tierschutzgründen bedenklich.
Die Deformationen der Tiere sind unterschiedlich stark ausgeprägt. Dem Fisch mit dem Handelsnamen „Red Parrot no tail“ fehlt der gesamte Schwanzstiel einschließlich der Schwanzwurzel und der Schwanzflosse. Auch tätowierte Tiere sind im Handel. Dabei wird den Tieren mit sogenannten Dye-Lasern (Farbstofflaser) vom Glückssymbol über den chinesischen Neujahrswunsch bis zum Reklamespruch eintätowiert, was der Kunde verlangt. Es ist davon auszugehen, dass diese Behandlung überaus schmerzhaft und zudem völlig unnötig ist. Der Papageienbuntbarsch mit der Bezeichnung „Purple Red Heart Parrot“ wurde herzchenförmig gezüchtet.

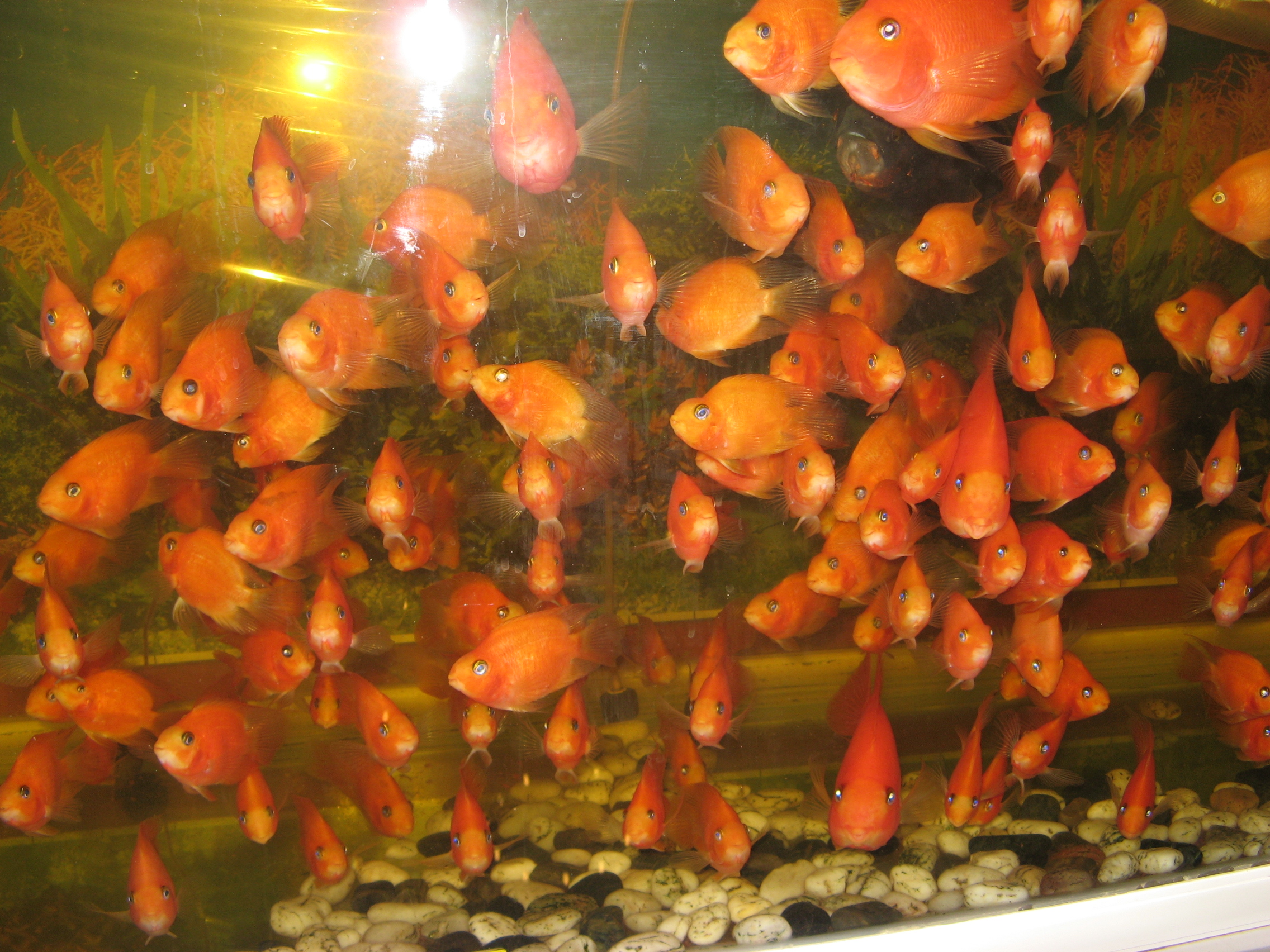
Papageienbuntbarsche

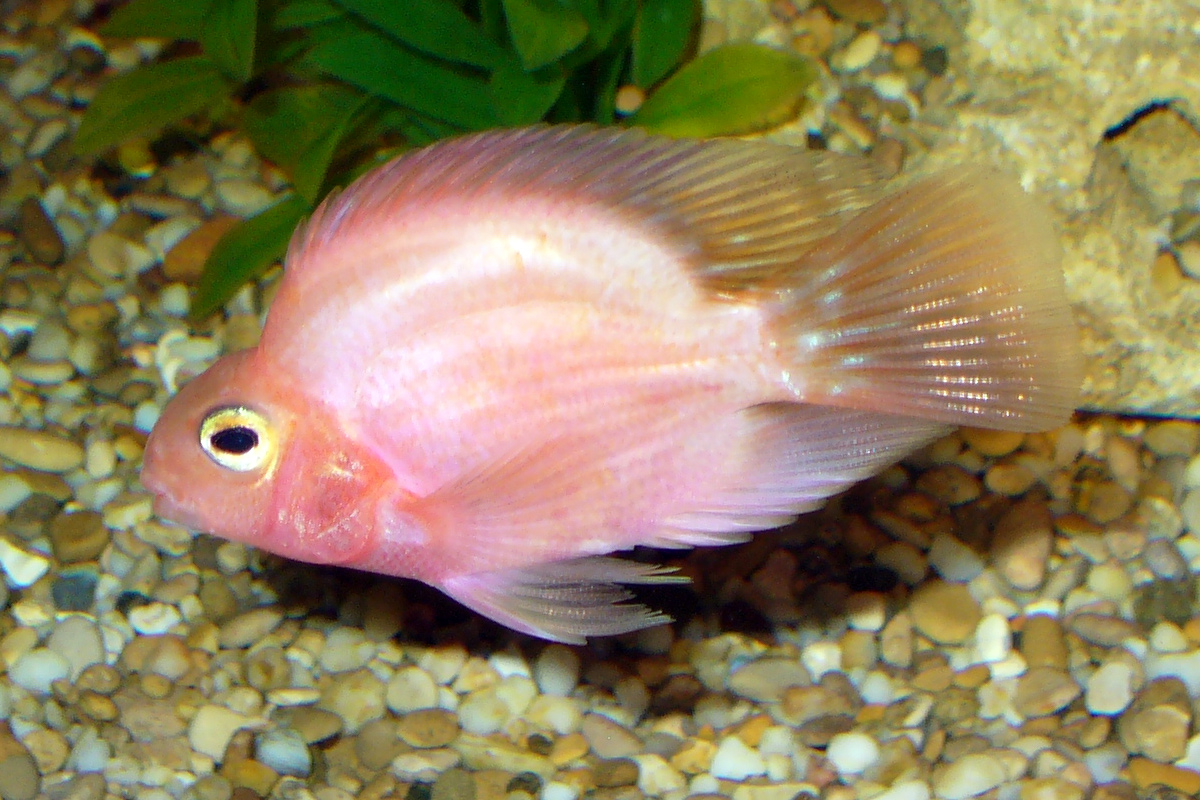
Papageienbuntbarsch

Papageienbuntbarsche werden ungefähr 20–25 cm groß und benötigen entsprechende Becken. Sie fressen das meiste handelsübliche Futter und stellen keine besonderen Ansprüche an das Wasser und die Temperatur.
Wird der Papageienbuntbarsch mit anderen Buntbarschen vergesellschaftet, kommt seine Buntbarschnatur durchaus zu Tage, er zieht aber gegenüber aggressiveren Artgenossen auf Grund seiner diversen Behinderungen den Kürzeren. Kleineren Buntbarschen gegenüber verhält sich der Papageienbuntbarsch revierbildend, aber eher friedlich.

## Herkunft
Die meisten im Handel erhältlichen Zuchtformen stammen aus Asien. Es wird vermutet, dass es sich bei diesen Qualzuchthybriden um eine verkrüppelte Form des Zitronenbuntbarsches (A. citrinellum) oder um einen Bastard aus Zitronenbuntbarsch und Vieja synspila, Heros severus, Amphilophus labiatus sowie einigen anderen Arten handelt.
Der Papageienbuntbarsch wurde im Märzheft der amerikanischen Zeitschrift Tropical Fish Hobbyist von 1992 als eine in Singapur erzeugte Kreuzung erwähnt und abgebildet.
Die Züchterei Taikong Aquatic Live (Taiwan) gibt in ihrem Katalog 2000/2001 dagegen die beiden mittelamerikanischen Arten A. citrinellum und Vieja synspila als Ausgangsformen an. Im Online-Katalog des Jahres 2011 sind zwölf unterschiedliche Varianten des Papageienbuntbarsches abgebildet.
Hanneman (2000) führt jedoch nicht von der Hand zu weisende Argumente dafür an, dass der Papageienbuntbarsch vermutlich gar nicht auf eine Kreuzung unterschiedlicher Arten zurückzuführen ist, sondern eine Mutation von Amphilophus labiatus darstellt. Weiters wird behauptet, dass vom Züchter aus kommerziellen Erwägungen über seinen wirklichen Ursprung gezielt Falschinformationen in Umlauf gebracht wurden, um Konkurrenten bei der Nachzucht in die Irre zu leiten.
Männliche Fische sind steril und die Eier werden nicht befruchtet. Züchter versuchen, diesen Zustand durch Hormongaben zu beseitigen.
Die Vermehrung des Papageienbuntbarsches mit einem reinerbigen Paar dieser Hybrid-Zuchtform ist auf Grund von rezessiven Letalfaktoren bisher nicht gelungen.
Eine erfolgreiche „Weiterzucht“ war nur mit mischerbigen Individuen, die durch Rückkreuzung mit einem der Abstammungstiere entstanden, möglich.